# 邑知潟大橋
邑知潟大橋（おうちがたおおはし）は、石川県羽咋市の邑知潟に架かる橋である。2004年に開通。

## 概要
邑知潟両岸の分断を解消する目的で建設された橋で、農畜産物の輸送や地域住民の通勤・生活を支える地域交通の要として利用されている。橋は翼を広げて舞う白鳥をイメージしており、邑知潟地域のシンボルとなっている。

## 諸元
- 左岸：石川県羽咋市南潟町
- 右岸：石川県羽咋市西潟町
- 形式：ポステンPC箱桁橋（上部工）、柱橋脚1本小判[3]
- 照明設備：壁高欄埋め込み照明[2]
- 橋長：580 m[3]
- 幅員：10.75 m[3]
- 径間数：12